# Raimondas Rumšas
Raimondas Rumšas, né le 14 janvier 1972 à Šilutė, est un coureur cycliste lituanien, professionnel entre 1996 et 2004. Double champion national, il a notamment remporté le Tour de Lombardie 2000 et le Tour du Pays basque 2001. Avant d'être disqualifié pour un contrôle positif à l'EPO sur le Tour d'Italie 2003, il avait la particularité d'avoir terminé les trois grands tours dans le top 10 en trois participations.

## L'affaire Rumšas
L'affaire Rumšas concerne, en 2002, Raimondas Rumšas et son épouse Edita Rumšienė, à l'issue du Tour de France 2002 où le coureur lituanien a terminé sur le podium (3e au général).

### L'interpellation en juillet 2002
Le 28 juillet 2002, dernier jour du Tour de France, Edita Rumšienė est interpellée par les douanes près de l'entrée du tunnel du Mont-Blanc avec une voiture chargée de produits suspects : EPO, hormone de croissance, testostérone, anabolisants divers, et corticoïdes. Elle se préparait à traverser les Alpes par le tunnel du Mont-Blanc pour gagner la Toscane, où résidait le couple lituanien.
« Je n'ai jamais rien pris, mon Tour est propre. Ces médicaments étaient pour ma belle-mère », a déclaré le coureur lituanien au quotidien sportif italien, La Gazzetta dello Sport.
« Je crois qu'il y a eu un malentendu, a aussi déclaré Raimondas Rumšas au journal espagnol El Mundo. Elle ne m'a jamais rien caché. Si c'est vrai qu'elle transportait cela dans son coffre, elle devra me l'expliquer quand elle sera libérée ». Le Lituanien a été suspendu par sa formation Lampre dès l'annonce de l'arrestation d'Edita Rumšienė.

### L'instruction
Une information judiciaire a été ouverte pour « administration, offre, cession et aide à l'usage de produits dopants ». Jean-Marie Leblanc, le directeur du Tour de France, a été entendu par la police, qui souhaitait obtenir des informations, notamment sur le fonctionnement des contrôles antidopage. 
Les produits saisis dans la voiture d'Edita Rumšienė ont laissé les enquêteurs sceptiques quant à leur destination. « Vu les quantités de produits saisis, c'est que Rumšas était bien malade », ont déclaré les enquêteurs.

### Le soutien des autorités lituaniennes
Rumšas a reçu l'appui des autorités sportives lituaniennes qui ont elles-mêmes révélé les résultats de ses tests. « Le résultat du test (antidopage) du cycliste lituanien est négatif, ce qui signifie qu'il n'a consommé aucune substance prohibée », a indiqué dans un communiqué l'organisme chapeautant les organisations sportives lituaniennes. De fait, aucun contrôle antidopage du coureur lituanien ne s'est avéré positif sur le Tour 2002.

### Le jugement en 2006
Le 26 janvier 2006, le tribunal correctionnel de Bonneville a prononcé quatre mois de prison avec sursis contre le couple et une amende contre Edita Rumšienė. Raimondas Rumšas n'a pas été déclassé du palmarès du Tour de France 2002, dont il est toujours troisième.

### Autre scandale de dopage
Le Lituanien a aussi été suspendu pour un an et condamné à une amende de 1 335 euros après un contrôle antidopage positif effectué lors du Tour d'Italie 2003. Le contrôle, pratiqué par l'U.C.I., démontrait que le coureur avait pris de l'érythropoïétine (EPO). Il avait été déclaré positif lors de la sixième étape du Giro, Maddaloni-Avezzano, disputée le 16 mai.
Rumšas avait terminé le Giro à la sixième place. Il avait été suspendu par son équipe, la Lampre, dès son contrôle positif connu.
Le 2 mai 2017, son fils Linas, cycliste amateur de 21 ans au sein de l'équipe toscane Altopack-Eppela, est retrouvé mort, victime d'un arrêt cardiaque. En septembre 2017, une enquête est ouverte après la découverte de produits dopants au domicile familial. Cinq personnes dont Raimondas Rumšas sont concernées par cette enquête. Le 3 octobre de la même année, les médias rapportent que son deuxième fils, Raimondas Rumšas junior, âgé de 23 ans, a été contrôlé positif à une hormone de croissance le 4 septembre 2017.

## Palmarès
| - 1992 - 3e étape du Tour de Pologne - 2e du Tour de Pologne - 1993 - 2e du Grand Prix d'Affligem - 1994 - Course de la Solidarité olympique - 1996 - 3e étape de la Course de la Solidarité olympique - 3e de la Course de la Solidarité olympique - 1997 - 7e étape de la Commonwealth Bank Classic - 5e étape de la Course de la Solidarité olympique - 3e du Prix d'Armor - 1998 - 1re et 4e étapes de la Course de la Paix - 4e étape du Tour de Hesse - 3e, 4e et 13e étapes de la Commonwealth Bank Classic - 2e du championnat de Lituanie sur route - 2e du Tour de Hesse - 3e du championnat de Lituanie du contre-la-montre - 9e du championnat du monde sur route - 1999 - Champion de Lituanie du contre-la-montre - 4e étape du Prudential Tour - Semaine cycliste lombarde : - Classement général - 4eb étape (contre-la-montre) - 6e et 7e étapes du Tour de Pologne - 7e, 11e et 14e étapes de la Commonwealth Bank Classic - 3e étape de la Course de la Paix - 5e étape du Circuit des Mines - Bałtyk-Karkonosze Tour : - Classement général - 1re étape (contre-la-montre) - 2e de la Course de la Paix - 2e de la Commonwealth Bank Classic - 3e du Tour de la province de Lucques | - 2000 - Tour de Lombardie - 2e de la Coppa Bernocchi - 5e du Tour d'Espagne - 9e du Tour de Romandie - 2001 - Champion de Lituanie sur route - Champion des Pays baltes - Tour du Pays basque : - Classement général - 5eb étape (contre-la-montre) - 2e de Paris-Nice - 2e du Tour des Apennins - 3e du Grand Prix de Chiasso - 3e du Tour du Trentin - 3e de la Route du Sud - 3e du championnat de Lituanie du contre-la-montre - 6e de Liège-Bastogne-Liège - 2002 - 2e de la Bicyclette basque - 3e du Tour de France - 2003 - 2e étape de Semaine internationale Coppi et Bartali (contre-la-montre par équipes) - 2005 - Champion de Lituanie du contre-la-montre - 2e du championnat de Lituanie sur route - 2006 - Champion de Lituanie du contre-la-montre - 3e du championnat de Lituanie sur route |

## Résultats sur les grands tours

### Tour de France
1 participation
- 2002 : 3e

### Tour d'Italie
1 participation
- 2003 : 6e disqualifié

### Tour d'Espagne
1 participation
- 2000 : 5e

## Classements mondiaux
| Année           | 2005 |
| --------------- | ---- |
| UCI Europe Tour | 462e |

## Distinctions
- Sportif lituanien de l'année : 2002